# Дженада
Дженада (Дженайда, Джхенейда; бенг. ঝিনাইদহ) — город и муниципалитет в области Кхулна на западе Бангладеш, административный центр одноимённого округа. Один из самых известных городов в Бангладеше. 

## География
Площадь города равна 39,63 км². Состоит из 9 административных районов и 33 местных общин.

## Демография
По данным переписи 2001 года, в городе проживало 86 635 человек, из которых мужчины составляли 52,55 %, женщины — соответственно 47,45 %. Плотность населения равнялась 2186 чел. на 1 км². Уровень грамотности взрослого населения составлял 48,9 % (при среднем по Бангладеш показателе 43,1 %).